# Spencer C. Tucker
Spencer Coakley Tucker (* 20. September 1937 in Buffalo, New York) ist ein US-amerikanischer Militärhistoriker. Er ist pensionierter Professor der Texas Christian University und des Virginia Military Institute.

## Leben
Tucker, der Sohn eines Army-Offiziers, erhielt 1959 seinen Bachelor of Arts am Virginia Military Institute. Mit einem  Fulbright-Stipendium studierte er 1959/60 an der Universität Bordeaux. Im Anschluss erlangte er 1962 den Master und 1966 seinen Ph.D. in moderner europäischer Geschichte an der University of North Carolina at Chapel Hill. 
Die nächsten zwei Jahre – während der Hochphase des Vietnamkrieges – diente er im Rang eines Captain beim Nachrichtendienst der US Army.
Von 1967 bis 1997 war er an der Texas Christian University tätig und stieg in diesen dreißig Jahren vom Assistant professor zum ordentlichen Professor und schließlich zum Leiter des Fachbereichs Geschichte auf. Er wechselte dann zum Virginia Military Institute, wo er den John Biggs Chair in Military History erhielt. Im Jahr 2003 ging er als Hochschullehrer in den Ruhestand, blieb aber als Autor und Herausgeber militärhistorischer Publikationen sowie als Berater von Fachverlagen sehr aktiv. 
Spencer C. Tucker ist in zweiter Ehe mit der Psychotherapeutin Beverly Tucker (geb. Blount) verheiratet.

## Forschung und Werke
Tuckers Forschungsschwerpunkte sind die amerikanische Marinegeschichte und der Sezessionskrieg. Er erhielt 2000 den Rear Admiral Ernest M. Eller Naval History Prize und 2002 den Matthew Fontaine Maury Research Award. Sein Buch „Stephen Decatur: A Life Most Bold and Daring“ wurde 2004 mit dem Theodore and Franklin D. Roosevelt Prize in Naval History ausgezeichnet. Für seine Werke „Arming the Fleet: U.S. Navy Ordnance in the Muzzle-Loading Era“ und „Andrew Foote: Civil War Admiral on Western Waters“ erhielt er 1989 und 2000 den John Lyman Book Award der North American Society for Oceanic History. Die Society for Military History zeichnete ihn dreimal mit ihrem Buchpreis aus (2008 für „The Encyclopedia of the Cold War“, 2010 für „The Encyclopedia of the Spanish-American and Philippine-American Wars“ sowie 2014 für „American Civil War: The Definitive Encyclopedia and Document Collection“). 
Tucker hat im Laufe seiner Karriere als Autor und Herausgeber über 60 Bücher veröffentlicht. Darunter sind neben den bereits genannten Marine- und Sezessionskriegsthemen viele Enzyklopädien, die jeweils einen bestimmten Krieg behandeln („The Encyclopedia of World War II“, „Encyclopedia of the Vietnam War“), Werke über bestimmte Waffensysteme (die Serie „Weapons and Warfare: An Illustrated History of Their Impact“) sowie Werke zur militärischen Führung („U.S. Leadership in Wartime: Clashes, Controversy, and Compromise“). Er betreut auch die Herausgabe der Serie Twentieth-Century Battles der Indiana University Press, deren Werke bedeutende Militäroperationen des 20. Jahrhunderts darstellen.